# Martha Wentworth
Verna Martha Wentworth (New York, 2 giugno 1889 – Sherman Oaks, 8 marzo 1974) è stata un'attrice e doppiatrice statunitense.

## Filmografia parziale

### Cinema
- Il ponte di Waterloo (Waterloo Bridge), regia di Mervyn LeRoy (1940)
- Stagecoach to Denver, regia di R. G. Springsteen (1946)
- Le memorie di un dongiovanni (Love Nest), regia di Joseph Newman (1951)
- Confessione di una ragazza (One Girl's Confession), regia di Hugo Haas (1953)
- Annibale e la vestale (Jupiter's Darling), regia di George Sidney (1955)
- Buongiorno, Miss Dove (Good Morning, Miss Dove), regia di Henry Koster (1955)
- The Desperados Are in Town, regia di Kurt Neumann (1956)
- La figlia del dr. Jekyll (Daughter of Dr. Jekyll), regia di Edgar G. Ulmer (1957)
- Dai, Johnny, dai! (Go, Johnny, Go!), regia di Paul Landres e Piero Vivarelli (1959)

### Televisione
- Telephone Time – serie TV, episodi 3x01-3x23 (1957-1958)
- The Court of Last Resort – serie TV, episodio 1x24 (1958)

### Doppiatrice
- La carica dei cento e uno (1961)
- La spada nella roccia (1963)

## Doppiatrici italiane
Nelle versioni in italiano delle opere in cui ha recitato, Martha Wentworth è stata doppiata da:
- Maria Saccenti in Il mio uomo, Giungla umana, L'uomo dal braccio d'oro
- Giovanna Cigoli in Le memorie di un dongiovanni, Buongiorno, Miss Dove
- Amelia Beretta in Annibale e la vestale
- Wanda Tettoni in La figlia del dr. Jekyll

Da doppiatrice è sostituita da:
- Lydia Simoneschi in La carica dei cento e uno (Nilla), La spada nella roccia
- Giuliana Maroni in La carica dei cento e uno (Lucy l'oca)
- Wanda Tettoni in La carica dei cento e uno (Regina)
- Giò Giò Rapattoni in Chi ha ucciso Cock Robin? (ridoppiaggio 2004)
- Maura Cenciarelli in Un maiale è un maiale (doppiaggio tardivo 2006)